# Gran Mesquita d'Alep
La Gran Mesquita d'Alep (àrab: الجامع الكبير, al-Jāmiʿ al-Kabīr), també anomenada mesquita dels Omeies d'Alep (àrab: الجامع الأموي, al-jāmiʿ al-Umawī), és la mesquita més important d'Alep (Síria), fundada en època dels omeies.
La mesquita és una de les construccions més notables de l'art seljúcida i és famosa per albergar les restes del profeta Zacaries.

## Història
Va ser erigida pel califa omeia al-Walid I entre els anys 710 i 715 sobre les restes d'un temple romà i d'una església romana d'Orient construïda per santa Elena, la mare de Constantí el Gran. El 1169 un incendi va destruir completament la mesquita. Va ser reconstruïda per Nur-ad-Din Mahmud, que li va incorporar un minaret de 45 m d'alçada.
Saquejada durant la invasió dels mongols el 1260, diversos incendis i terratrèmols posteriors van danyar fortament l'edifici. Des de la seva renovació i rehabilitació el 2005, la mesquita va lluir novament en tota la seva esplendor fins al 2013.
El 24 d'abril del 2013, afectat pels combats propers, el minaret es va ensorrar, i tant els rebels com les forces del govern es van culpar mútuament del desastre.

## Configuració
La mesquita està conformada, com la gran mesquita de Damasc, per una espaiosa sala d'oracions amb arcades, dues ales laterals i un gran pati interior de marbre blanc i negre amb dues fonts d'ablucions. A la sala d'oracions es troba el santuari del profeta Zacaries, venerat igualment per cristians i musulmans, on està constatat que descansen les seves restes, que sorprenentment no van ser destruïdes pels incendis.
A la vora del costat occidental de la mesquita es troba la madrassa al-Hal·lawiyya; l'escola alcorànica va ser aixecada per Nur-ad-Din Mahmud el 1150 sobre les restes de l'església romana d'Orient de Santa Elena. Enfront del costat oriental de la mesquita hi ha el Suq as-Sagha ('soc de l'Or') i el Khan as-Sabun ('caravanserrall del Sabó').